# Halszka Osmólska
Halszka Osmólska (* 15. September 1930 in Posen; † 31. März 2008) war eine polnische Paläontologin.

## Leben
1930 in Posen geboren, machte sie 1952 in den Fakultäten für Biologie und Geowissenschaften der Adam-Mickiewicz-Universität Posen ihren Abschluss. Sie zog im selben Jahr nach Warschau, wo sie 1955 an der Universität Warschau einen Mastertitel in Biologie erhielt. Sieben Jahre später wurde sie ebenda in Biologie und Geowissenschaften promoviert. Seit 1955 war sie dort Mitglied des Instituts für Paläontologie und wurde später zur Professorin ernannt. Sie arbeitete mehr als 50 Jahre für das Institut und war von 1984 bis 1989 seine Direktorin. Von 1975 bis 1992 gehörte sie zur Redaktion der wissenschaftlichen Zeitschrift Acta Palaeontologica Polonica.
Während sie sich zu Anfang ihrer wissenschaftlichen Arbeiten mit den Trilobiten aus dem Devon und Karbon von Polen und Eurasien beschäftigte, begann sie 1963 mit ihren Arbeiten zu Dinosauriern aus den Sedimentgesteinen der Gobi-Wüste, insbesondere zu Theropoden. Bekannt wurde sie als Mitverfasserin des Buches The Dinosauria mit David Weishampel und anderen, das 1990 und 2004 aufgelegt wurde und als Standardwerk der Paläontologie gilt. Sie war Erstbeschreiberin etlicher neuer Gattungen von Dinosauriern, und nach ihr wurden mehrere Gattungen und Arten benannt, unter anderem Velociraptor osmolskae, Osmolskina und Halszkaraptor. Sie arbeitete oft mit ihrer Kollegin Teresa Maryańska zusammen.
2003 wurde sie zum Ehrenmitglied der Society of Vertebrate Paleontology ernannt.
Mit ihrem Mann Tadeusz Osmólski hatte sie einen Sohn.

## Schriften (Auswahl)
- als Herausgeber und Ko-Autorin mit David B. Weishampel, Peter Dodson: The Dinosauria. 2. Auflage. University of California Press, Berkeley CA u. a. 2004, ISBN 0-520-24209-2.
  - Darin mit Philip J. Currie, Rinchen Barsbold: Oviraptorosauria. S. 165–183.
- mit Teresa Maryańska: Protoceratopsidae (Dinosauria) of Asia. In: Palaeontologia Polonica. Nr. 33, 1975, S. 133–181.
- mit Teresa Maryańska: Pachycephalosauria, a new suborder of ornithischian dinosaurs. In: Palaeontologia Polonica. Nr. 30, 1974, ISSN 0567-7920, S. 45–102.
- Tournaisian trilobites from Dalnia in the Holy Cross Mts. In: Acta Geologica Polonica. Band 23, Nr. 1, 1973, ISSN 0001-5709, S. 61–81.